# Менделева, Светлана Годимовна
Светлана Годимовна Менделева (Лившина) — российско-израильский поэт, исполнитель авторской песни.
Родилась 7 ноября 1961 г. в Москве. Окончила математическую школу и параллельно художественную школу.
Окончила Московский Институт нефти и газа им. И. М. Губкина, где познакомилась с будущим мужем Александром. Стихи и песни начала писать в студенческие годы.
С 1991 года живет в Израиле, в городе Ганей-Тиква, работает программистом.

## Авторская песня
В Израиле Светлана и Александр начали выступать с концертами и записывать диски. На несколько лет к ним присоединился Вит Гуткин. В 2003 году песня трио С. и А. Менделевых и В. Гуткина вошла в первый сборник «Гитара по кругу» в серии «Современная авторская песня», участниками которого были Т. и С. Никитины, А. Медведенко, В. и В. Мищуки, Т. Шаов и другие. В 2004 году ансамбль Менделевы-Гуткин на пару с ансамблем «Мерхавим» стали призёрами Московского фестиваля в Коломенском. В 2007 году трио участвовало в записи диска «Иерусалимский бенефис» вместе с М. Волковым, М. Карпачевым, Л. Ваксманом и М. Сипером.
С 2012 года Менделевы вновь выступают дуэтом. Концертировали в Израиле, России, Америке, Канаде, Германии и Японии. Во время пандемии в 2021—2022 годах дуэт Менделевых проводил ежемесячно онлайн «Концерты в Тапочках», которые тепло вспоминают любители авторской песни по всему миру.

## Публикации стихов
В 2002 году стихи С. Менделевой вошли в «Антологию авторской песни» (составитель Д. А. Сухарев). В 2009 году Светлана стала лауреатом премии «Олива Иерусалима» в номинации «Страницы и строки» за первую книгу лирических стихов «Дорога домой». После этого ею было опубликовано еще несколько книг стихов.
С. Менделева — постоянный автор «Иерусалимского журнала». Кроме того, она публиковала стихи в журналах «Крещатик», «45-я параллель», «Артикль», «Кругозор».

## Дискография
- «Там лучше, где мы есть», С. и А. Менделевы, кассета, 1989
- «Дорога домой», CD, С. и А. Менделевы и В. Гуткин, 2000
- «Кофе с молоком», CD, С. и А. Менделевы и В. Гуткин, 2004
- «Мозаика», CD, С. и А. Менделевы и В. Гуткин, 2006
- «Втроём», CD, С. и А. Менделевы и В. Гуткин, 2008
- «Ноябрь», CD, С. и А. Менделевы и В. Гуткин, 2012
- «Система координат», CD, С. и А. Менделевы, 2015
- «Апельсин», CD, С. и А. Менделевы, 2019
- «Неторопливо», флэш-карта, С. и А. Менделевы, 2024